# Flettner Fl 184

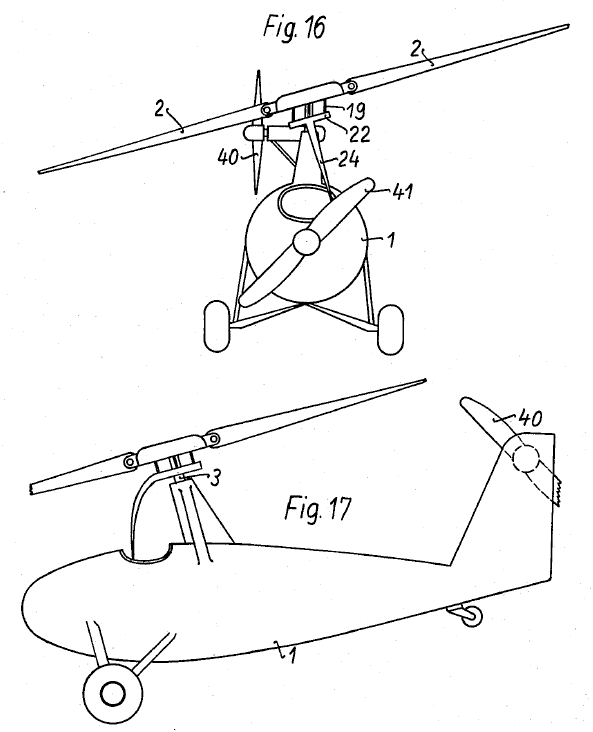
Skizze aus Flettners Tragschrauber-Patent

Die Flettner Fl 184 war ein Tragschrauber von Anton Flettner.

## Geschichte
Der zweisitzige Tragschrauber wurde 1935 im Auftrag des Reichsluftfahrtministeriums entwickelt, das im Januar einen Bauauftrag über drei Prototypen erteilte. Als erstes entstand eine Attrappe, die im Juni des Jahres Vertretern des RLM vorgestellt wurde, worauf eine Bestellung über eine Nullserie von sechs Fl 184 erteilt wurde. Letztendlich wurde aber nur ein Exemplar, die Fl 184 V1 mit dem Kennzeichen D–EDVE, gebaut. Es wurde von einem 140 PS leistenden BMW-Bramo-Sternmotor Sh 14 C angetrieben. Der Pilot saß in einer geschlossenen Kabine direkt unterhalb des Hauptrotors. Der Hauptrotor wies einen Durchmesser von zwölf Metern auf und verfügte über eine Kippsteuerung. Die Erprobung ergab gute Ergebnisse, jedoch wurde der Tragschrauber im Dezember 1936 bei einem Testflug zerstört, als der Flugzeugführer aus 100 m Höhe zu einem Gleitflug mit abgestelltem Motor ansetzte, den er nicht mehr rechtzeitig abfangen konnte. Er wurde beim Aufprall getötet. Das Programm wurde danach beendet, auch die als Hubschrauber geplante V3 wurde nicht verwirklicht. Stattdessen erschien als Nachfolger der Fl 185.

## Technische Daten
| Kenngröße        | Daten                                               |
| ---------------- | --------------------------------------------------- |
| Besatzung        | 2                                                   |
| Rotordurchmesser | 12 m                                                |
| Länge            | 6 m                                                 |
| Leermasse        | 713 kg                                              |
| Startmasse       | 848 kg                                              |
| Antrieb          | ein luftgekühlter Siebenzylinder-Sternmotor Sh 314C |
| Leistung         | 140 PS (103 kW)                                     |